# Anastasia (prénom)
Pour les articles homonymes, voir Anastasia.
 (décembre 2023).
Si vous disposez d'ouvrages ou d'articles de référence ou si vous connaissez des sites web de qualité traitant du thème abordé ici, merci de compléter l'article en donnant les références utiles à sa vérifiabilité et en les liant à la section « Notes et références ».

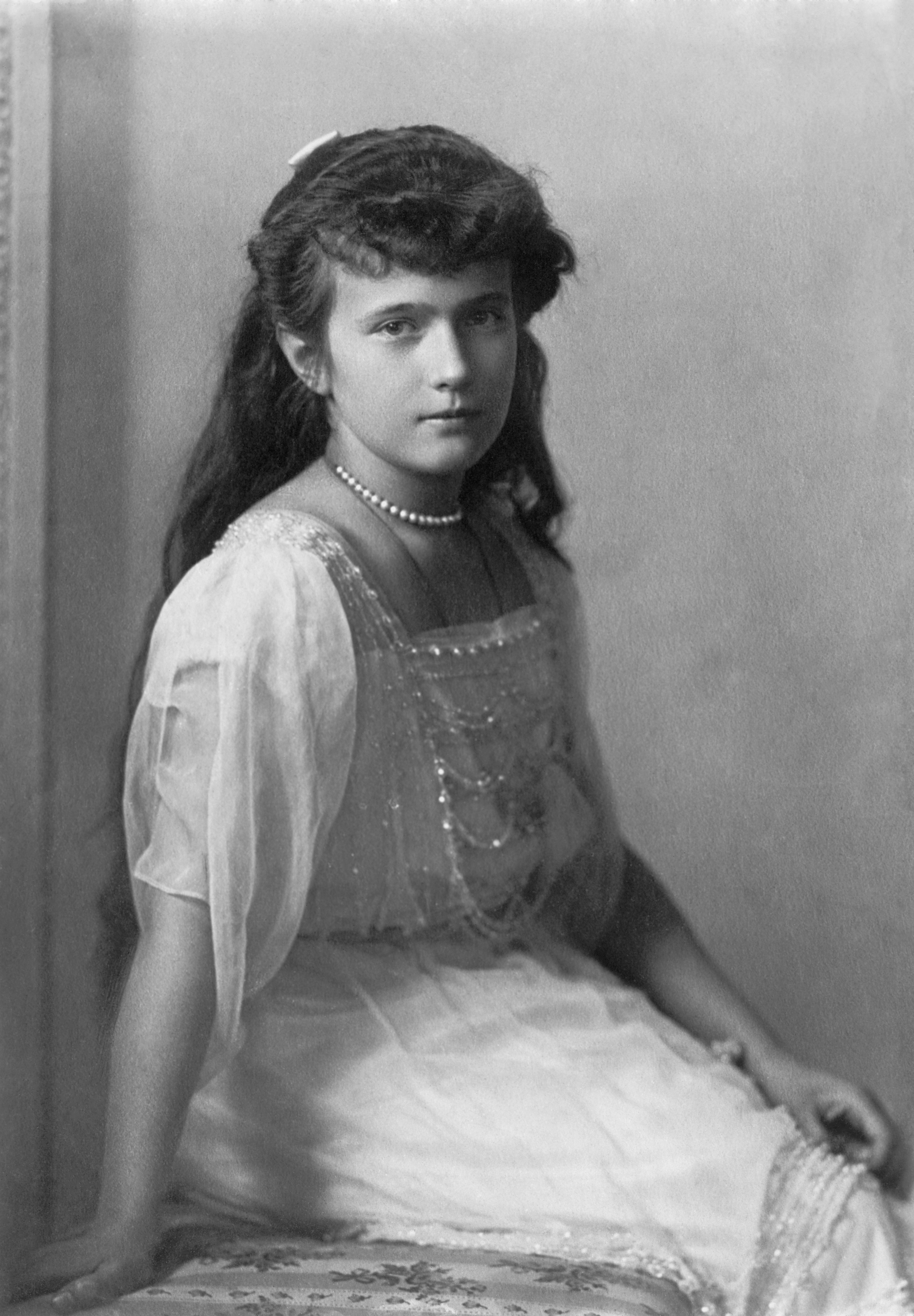
La grande-duchesse Anastasia Nikolaïevna de Russie.

Anastasia (en langues slaves aussi : Anastasiya), en grec Αναστασία, est un prénom d’origine grecque, signifiant « renaissance » ou « résurrection », fêté le 10 mars[réf. nécessaire]. Synonyme de printemps.
La résurrection étant un thème du christianisme, ce prénom est particulièrement prisé dans les pays chrétiens orthodoxes tels que la Grèce, la Russie ou la Serbie. Ce prénom compte dans ces pays quelques diminutifs tels que Assia, Nastia, Stassia, Stacy ou Tassia.
En Serbie, Anastasija donne le diminutif de Ana.

## Variantes

### Féminin
Anastasie, Annastasia, Anastasiya

### Masculin
Anastasus, Anastasos, Anastase, Anastas

### Dans d'autres langues
- allemand : Anastasia
- anglais : Anastasia, diminutif Stacy
- basque : Anastase
- coréen : 아나스타시아
- espagnol : Anastasia
- français : Anastasie
- grec moderne : Αναστασία, Αναστασγή
- hébreu : אנסטסיה (Hanastasia)
- hongrois : Anasztázia[1]
- italien : Anastasia, Anastagia
- Kazakhstanais : Anastassiya
- polonais : Anastazja
- russe : Анастаси́я (Anastassíya); Nastassia, Nastasia
- suédois : Anastasia
- ukrainien : Anastasia, Stassia

## Personnalités
- Pour l'ensemble des articles sur les personnes portant ce prénom, consulter :
  - la liste des articles dont le titre commence par ce prénom
  - les listes produites par Wikidata : Liste des personnes de prénom « Anastasia » — même liste en incluant les éventuels prénoms composés qui contiennent « Anastasia ».

Parmi les Anastasia les plus célèbres, on peut citer :
- Anastasia (sœur de Constantin Ier)
- Anastasia Acosta
- Anastasia Ailamaki
- Anastasia Arkhipovskaïa
- Anastasia Ashley
- Anastasia Babourova
- Anastasia Bachynska
- Anastasia Baranova
- Anastasia Baryshnikova
- Anastasia Bayandina
- Anastasia Beliakova
- Anastasia Biefang
- Anastasia Biseniek
- Anastasia Bliznyuk
- Anastasia Blue
- Anastasia Bryzgalova
- Anastasia Bucsis
- Anastasia Chaun
- Anastasia Chebotareva
- Anastasia Chevtsova
- Anastasia Colosimo
- Anastasia Dețiuc
- Anastasia Dimitrova
- Anastasia Dotsenko
- Anastasia Dualla
- Anastasia Eristavi-Khoshtaria
- Anastasia Fesikova
- Anastasia Gimazetdinova
- Anastasia Gloushkov
- Anastasia Goncharova
- Anastasia Gorbenko
- Anastasia Griffith
- Anastasia Grishina
- Anastasia Gubanova
- Anastasia Guzhenkova
- Anastasia Hille
- Anastasia Huppmann
- Anastasia Island
- Anastasia Ivanenko
- Anastasia Ivankova
- Anastasia Ivanova
- Anastasia Ivanovna Proshkina-Lavrenko
- Anastasia Karabelshchikova
- Anastasia Kazakul
- Anastasia Kirillova
- Anastasia Krupnik
- Anastasia Kuleshova
- Anastasia Kuzmina
- Anastasia Kvitko
- Anastasia Le-Roy
- Anastasia Lenkova
- Anastasia Lobach
- Anastasia Logounova
- Anastasia Manstein-Chirinsky
- Anastasia Masaro
- Anastasia Mayo
- Anastasia Mazzone
- Anastasia Mikhaïlovna de Russie
- Anastasia Mikova
- Anastasia Mishina
- Anastasia Msosa
- Anastasia Nazarenko
- Anastasia Nichita
- Anastasia Nikolaïevna de Russie
- Anastasia Oberstolz-Antonova
- Anastasia Pagonis
- Anastasia Pavlova
- Anastasia Pavlyuchenkova
- Anastasia Pivovarova
- Anastasia Potapova
- Anastasia Pozdniakova
- Anastasia Pustovoitova
- Anastasia Robinson
- Anastasia Romanovna
- Anastasia Roudenko
- Anastasia Ryabova
- Anastasia Rygalina
- Anastasia Savchenko
- Anastasia Shevchenko
- Anastasia Shishmakova
- Anastasia Simanovich
- Anastasia Solovieva
- Anastasia Stanko
- Anastasia Tatalina
- Anastasia Tchulkova
- Anastasia Tikhanova
- Anastasia Tikhonova
- Anastasia Tumanishvili-Tsereteli
- Anastasia Tyurina
- Anastasia Urbaniak
- Anastasia Vasina
- Anastasia Velitchko
- Anastasia Vertinskaïa
- Anastasia Vinnikava
- Anastasia Volotchkova
- Anastasia Zagoruiko
- Anastasia Zavorotnyuk
- Anastasia Zouïeva (actrice)
- Anastasia de Kiev
- Anastasia de Mecklembourg-Schwerin
- Anastasia de Monténégro
- Anastasia de Russie
- Anastasia mio fratello
- Anastasia van Burkalow